# Wendol Williams
Wendol Williams (Road Town, 19 settembre 1970 – Road Town, 6 giugno 2010) è stato un calciatore anglo-verginiano, di ruolo difensore.